# Ånsta landskommun
Ånsta landskommun var en tidigare kommun i Örebro län.

## Administrativ historik
Den bildades då 1862 års kommunalförordningar trädde i kraft, i Ånsta socken i Örebro härad i Närke. 
1943 uppgick den i Örebro stad. Området ingår numera i Örebro kommun.

## Politik

### Mandatfördelning i Ånsta landskommun 1938
| 11 | 6 |

| 15 |